# Phygadeuon
Genre
Phygadeuon est un genre d'Hyménoptères de la famille des Ichneumonidae, comprenant environ deux cents espèces réparties dans l'hémisphère Nord.

## Liste des espèces
Selon GBIF (23 juin 2021) :

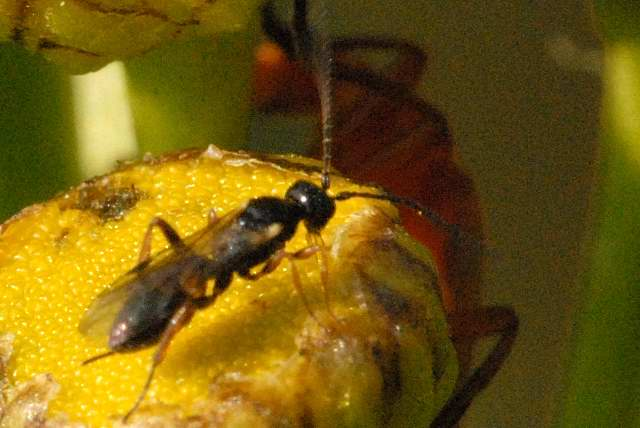
Phygadeuon fumator.

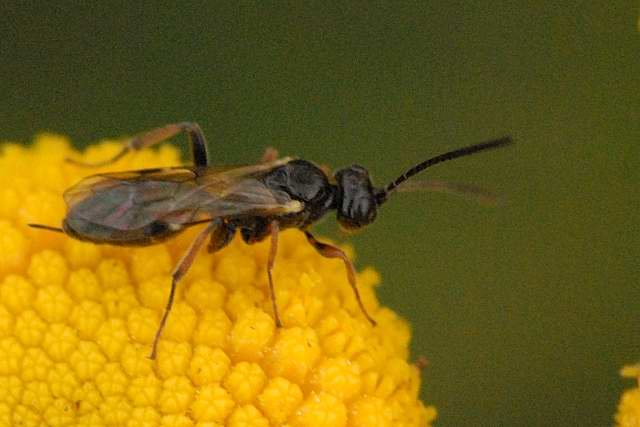
Phygadeuon hercynicus.

- Phygadeuon abdominalis Provancher, 1874
- Phygadeuon aciculatus Provancher, 1882
- Phygadeuon aciculatus Ratzeburg, 1852
- Phygadeuon acutipennis Thomson, 1884
- Phygadeuon akaashii Uchida, 1930
- Phygadeuon alaskensis (Ashmead, 1902)
- Phygadeuon albirictus Cresson, 1879
- Phygadeuon alpinus (Thomson, 1884)
- Phygadeuon ambiguus Gravenhorst, 1829
- Phygadeuon americanus (Cushman, 1922)
- Phygadeuon ankaratrus Seyrig, 1952
- Phygadeuon antarticus Schrottky, 1902
- Phygadeuon arcticus (Thomson, 1884)
- Phygadeuon argyrostomus Schiodte, 1839
- Phygadeuon armadillidii Horstmann & Buergis, 1991
- Phygadeuon atricolor Horstmann, 2001
- Phygadeuon atropos Kriechbaumer, 1892
- Phygadeuon austriacus (Gravenhorst, 1829)
- Phygadeuon bavaricus Horstmann, 2001
- Phygadeuon bellator Fonscolombe, 1851
- Phygadeuon bidens Thomson, 1884
- Phygadeuon bidentatus (Uchida, 1930)
- Phygadeuon borealis (Zetterstedt, 1838)
- Phygadeuon botsfordae Kittel, 2016
- Phygadeuon brachyurus Thomson, 1884
- Phygadeuon brevitarsis Thomson, 1884
- Phygadeuon brischkii Woldstedt, 1877
- Phygadeuon brutus Kokujev, 1909
- Phygadeuon camargator Aubert, 1982
- Phygadeuon campoplegoides Ratzeburg, 1848
- Phygadeuon canadensis (Provancher, 1875)
- Phygadeuon canaliculatus Thomson, 1889
- Phygadeuon capitalis Provancher, 1886
- Phygadeuon cephalicus Provancher, 1882
- Phygadeuon cephalotes Gravenhorst, 1829
- Phygadeuon cephalotops Heinrich, 1949
- Phygadeuon chilosiae Horstmann, 1975
- Phygadeuon clotho Kriechbaumer, 1892
- Phygadeuon clypearis Strobl, 1901
- Phygadeuon coloradensis (Ashmead, 1890)
- Phygadeuon connectens Schmiedeknecht, 1905
- Phygadeuon crassicornis Statz, 1936
- Phygadeuon crassus (Perkins, 1962)
- Phygadeuon cubiceps Thomson, 1884
- Phygadeuon curvatus (Forster, 1876)
- Phygadeuon curviscapus Thomson, 1889
- Phygadeuon cylindraceus Ruthe, 1859
- Phygadeuon cylindricus Ruthe, 1859
- Phygadeuon decisus Kriechbaumer, 1892
- Phygadeuon detestator (Thunberg, 1822)
- Phygadeuon devonensis Morley, 1947
- Phygadeuon dimidiatus Thomson, 1884
- Phygadeuon dissimilis (Kiss, 1924)
- Phygadeuon domesticae Horstmann, 1986
- Phygadeuon dromicus (Gravenhorst, 1815)
- Phygadeuon dubius (Gravenhorst, 1829)
- Phygadeuon dubius Ruthe, 1859
- Phygadeuon dumetorum Gravenhorst, 1829
- Phygadeuon elegans (Forster, 1850)
- Phygadeuon eleganticornis (Schmiedeknecht, 1933)
- Phygadeuon elliotti Morley, 1947
- Phygadeuon elongatus (Uchida, 1930)
- Phygadeuon ensator Fonscolombe, 1851
- Phygadeuon epochrae Viereck, 1913
- Phygadeuon erytromelas (Fonscolombe, 1852)
- Phygadeuon exannulatus (Strobl, 1904)
- Phygadeuon excavatus Provancher, 1874
- Phygadeuon exiguus Gravenhorst, 1829
- Phygadeuon facialis Gravenhorst, 1829
- Phygadeuon fasciatae Horstmann, 1986
- Phygadeuon filipendulae Horstmann, 1986
- Phygadeuon flavimanus Gravenhorst, 1829
- Phygadeuon forticornis Kriechbaumer, 1892
- Phygadeuon fraternae Horstmann, 2001
- Phygadeuon fumator Gravenhorst, 1829
- Phygadeuon fumator Holmgren, 1883
- Phygadeuon geniculatus Kriechbaumer, 1892
- Phygadeuon gloriator Schiodte, 1839
- Phygadeuon gracilentus Horstmann, 1997
- Phygadeuon gracilis Jaennicke, 1867
- Phygadeuon habermehli Roman, 1930
- Phygadeuon hastatus Taschenberg, 1865
- Phygadeuon hercynicus Gravenhorst, 1829
- Phygadeuon hispanicus Habermehl, 1919
- Phygadeuon hudsonicus (Cresson, 1868)
- Phygadeuon inaris (Hellen, 1967)
- Phygadeuon incertus Fonscolombe, 1851
- Phygadeuon infelix Dalla Torre, 1901
- Phygadeuon interstitialis (Schmiedeknecht, 1897)
- Phygadeuon kiashii Uchida, 1930
- Phygadeuon kochiensis Uchida, 1936
- Phygadeuon kozlowi Kokujev, 1909
- Phygadeuon lachesis Kriechbaumer, 1892
- Phygadeuon laevigator Gravenhorst, 1829
- Phygadeuon laevipleuris Horstmann, 2001
- Phygadeuon laeviventris Thomson, 1884
- Phygadeuon lapponicus Thomson, 1884
- Phygadeuon largitator Schiodte, 1839
- Phygadeuon lateareolatus Hellen, 1967
- Phygadeuon laticinctus Ashmead, 1890
- Phygadeuon laticollis Holmgren, 1883
- Phygadeuon lechevallieri Provancher, 1882
- Phygadeuon lehmanni Schmiedeknecht, 1905
- Phygadeuon leucostigmus Gravenhorst, 1829
- Phygadeuon libertae Kittel, 2016
- Phygadeuon liosternus Thomson, 1886
- Phygadeuon longigena Thomson, 1884
- Phygadeuon macrocephalus Horstmann, 2001
- Phygadeuon madecassus Seyrig, 1952
- Phygadeuon magnicornis (Thomson, 1884)
- Phygadeuon magnocephalus (Kiss, 1924)
- Phygadeuon manitouensis (Viereck, 1905)
- Phygadeuon melanarius Habermehl, 1919
- Phygadeuon melanocerus Viereck, 1917
- Phygadeuon melanopygus (Gravenhorst, 1829)
- Phygadeuon meridionator (Aubert, 1960)
- Phygadeuon mignaulti Provancher, 1882
- Phygadeuon minutus Fonscolombe, 1851
- Phygadeuon monodon Thomson, 1884
- Phygadeuon montivagus (Ashmead, 1890)
- Phygadeuon morio Kokujev, 1909
- Phygadeuon nanus (Gravenhorst, 1829)
- Phygadeuon nativel Rousse & Villemant, 2012
- Phygadeuon neoflavicans Horstmann, 1967
- Phygadeuon niger (Ashmead, 1899)
- Phygadeuon nignaulti Provancher, 1882
- Phygadeuon nigrescens Fonscolombe, 1851
- Phygadeuon nigrifemur Horstmann, 2001
- Phygadeuon nitidus Gravenhorst, 1829
- Phygadeuon norellisomae Horstmann, 1975
- Phygadeuon nortoni Viereck, 1917
- Phygadeuon obscuratus Fonscolombe, 1851
- Phygadeuon oporinus Y.u.Horstmann, 1999
- Phygadeuon optatus Kokujev, 1909
- Phygadeuon ovaliformis Dalla Torre, 1901
- Phygadeuon ovalis Provancher, 1875
- Phygadeuon ovatus Gravenhorst, 1829
- Phygadeuon oviventris Gravenhorst, 1829
- Phygadeuon pallicarpus Thomson, 1884
- Phygadeuon paradoxus (Bridgman, 1889)
- Phygadeuon parallelus Provancher, 1882
- Phygadeuon pegomyiae Habermehl, 1928
- Phygadeuon petrifactellus Cockerell, 1920
- Phygadeuon pisinnus Walkley, 1958
- Phygadeuon planicollis (Hellen, 1967)
- Phygadeuon plumipes Ozols, 1959
- Phygadeuon ponojensis (Hellen, 1967)
- Phygadeuon praealpinus Horstmann, 2001
- Phygadeuon proruptor Kokujev, 1909
- Phygadeuon pugnator Fonscolombe, 1851
- Phygadeuon pullulator (Zetterstedt, 1838)
- Phygadeuon pumilus (Cresson, 1864)
- Phygadeuon punctiger Taschenberg, 1865
- Phygadeuon punctipleuris Thomson, 1884
- Phygadeuon punctiventris Thomson, 1884
- Phygadeuon quadriceps (Ashmead, 1902)
- Phygadeuon quintilis Viereck, 1917
- Phygadeuon reinhardii Jaennicke, 1867
- Phygadeuon rhenanus Habermehl, 1919
- Phygadeuon ripicola Thomson, 1885
- Phygadeuon rotundipennis Thomson, 1884
- Phygadeuon ruber (Kiss, 1924)
- Phygadeuon rubricaudus Morley, 1947
- Phygadeuon ruficornis (Gravenhorst, 1829)
- Phygadeuon rufipes Habermehl, 1923
- Phygadeuon rugulosus Gravenhorst, 1829
- Phygadeuon sacharovi Meyer, 1930
- Phygadeuon salinus (Kiss, 1924)
- Phygadeuon sanctipauli (Ashmead, 1902)
- Phygadeuon sapporoensis (Ashmead, 1906)
- Phygadeuon scabrosus (Provancher, 1874)
- Phygadeuon serotinus Schmiedeknecht, 1905
- Phygadeuon similis (Uchida, 1930)
- Phygadeuon slossonae Cushman, 1922
- Phygadeuon solidus Lundbeck, 1897
- Phygadeuon stilpninus Thomson, 1888
- Phygadeuon strigosus Schiodte, 1839
- Phygadeuon striiventris Hellen, 1967
- Phygadeuon subfuscus Cresson, 1864
- Phygadeuon submuticus Thomson, 1884
- Phygadeuon subspinosus (Gravenhorst, 1829)
- Phygadeuon subtilis Gravenhorst, 1829
- Phygadeuon surriensis Morley, 1947
- Phygadeuon tenellus (Habermehl, 1920)
- Phygadeuon tenuiscapus Thomson, 1884
- Phygadeuon tergestinus Schmiedeknecht, 1905
- Phygadeuon thomsoni Roman, 1925
- Phygadeuon timidus Cresson, 1872
- Phygadeuon townsendi (Ashmead, 1890)
- Phygadeuon trichocubiceps Horstmann, 1967
- Phygadeuon trichops Thomson, 1884
- Phygadeuon troglodytes Gravenhorst, 1829
- Phygadeuon truncatus Provancher, 1886
- Phygadeuon tunetanus Y.u.Horstmann, 1999
- Phygadeuon tyrolensis Horstmann, 1975
- Phygadeuon uncinctus (Ashmead, 1902)
- Phygadeuon unicinctus (Ashmead, 1902)
- Phygadeuon unidentatus Horstmann, 2001
- Phygadeuon ursini Horstmann, 1986
- Phygadeuon variabilis Gravenhorst, 1829
- Phygadeuon varicornis (Gravenhorst, 1829)
- Phygadeuon variolosus (Habermehl, 1909)
- Phygadeuon vernalis (Brues, 1910)
- Phygadeuon vexator (Thunberg, 1822)
- Phygadeuon victoriensis Townes, 1944
- Phygadeuon volucellae Boie, 1855
- Phygadeuon wiesmanni Sachtleben, 1934
- Phygadeuon yonedai Kusigemati, 1986
- Phygadeuon zapotecus Cresson, 1874
- Phygadeuon zonatus Rudow, 1886

## Systématique
Le nom scientifique complet (avec auteur) de ce taxon est Phygadeuon Gravenhorst, 1829, choisi par l'entomologiste allemand Johann Ludwig Christian Gravenhorst, en 1829.
Les genres suivants sont synonymes de Phygadeuon selon GBIF (23 juin 2021) :
- Apterophygas Förster, 1868
- Bathymetis Förster, 1868
- Ernoctona Förster, 1868
- Gunopaches Förster, 1868
- Habromma Förster, 1868
- Homelys Förster, 1868
- Iselix Förster, 1868
- Isochresta Förster, 1868
- Pantolispa Förster, 1868
- Zaphleges Förster, 1868